# Batalla de Chakirmaut
La Batalla de Chakirmaut, también conocido como batalla de los Trece Lados, fue la batalla final de la campaña de unificación de las tribus mongolas encabezada por Temuyín. La lucha se dividió en dos partes, la primera el enfrentamiento entre los ejércitos en la llanura y luego la derrota final cuando los naimanos y sus aliados se refugiaron en su campamento. En ella, el jefe mongol venció a una coalición de los naimanos de Tayang Kan y su hijo Kuchlug y de los mongoles de Yamuja. Tayang Kan murió en la batalla, Kuchlug logró huir al exilio y Yamuja fue capturado y ejecutado poco después.

## Antecedentes
A finales del siglo XII, la meseta de Mongolia estaba dividida entre varias confederaciones tribales (khanlig), como el Jamag mongol. Su líder, Yesugei, fue asesinado antes de convertirse en kan en el 1171 y la confederación cayó en la anarquía, sin embargo, para 1189 su hijo Temuyín logró reunificar la confederación y empezó a luchar contra las alianzas rivales. En 1193 se inició un largo conflicto entre él y su antiguo anda, Yamuja, y en 1201 las tribus mongolas se reunieron en torno al liderazgo de Yamuja para oponerse a Temuyín, proclamando a su rival Gurkan. Temuyín pertenecía al clan Borjigin y Yamuja al Jadaran.
Al año siguiente, Temuyín introdujo nuevas reglas sobre el reparto del botín, lo que llevó a algunos miembros de su clan a abandonarlo con 10 000 guerreros, lo que no le impidió derrotar definitivamente a los tártaros. Luego, con ayuda de los oirates, Yamuja logró derrotar a la alianza de Temuyín con Toghrul (Wang Kan) de los keraitas en Köyiten. Esto llevó a que Toghrul se aliara con Yamuja, pero fue vencido y muerto por Temuyín en 1203. Al saber de su muerte, la mayoría de los keraitas se unieron a Temuyín, excepto To’oril Alin Taishi, uno de los lugartenientes de Toghrul, que se unió a los naimanos. A la vez, los merkitas, tradicionales rivales de Temuyín, empezaron a fortalecer sus alianzas con naimanos de Taibuqa (Tayang Kan) y Yamuja mediante pactos matrimoniales. El líder naimano, al ver la suerte de Toghrul, y entendiendo que Temuyín dominaba el centro y este de la meseta, decidió reunir fuerzas para defenderse. Primero atacó al clan Onggud, cuyo líder, Alaqush, intentó mantenerse neutral. Los naimanos intentaban sumar a su alianza a las tribus vecinas, manteniendo la vieja estructura tribal.
El derrotado Alaqush huyó con Temuyín, dándole aviso de la alianza que se reunía en su contra, por lo que el jefe mongol decidió marchar al oeste para enfrentar a sus enemigos en mayo de 1204, a pesar de aun ser invierno. Temuyín centralizó el mando de las unidades e incorporó en sus rangos a jefes de las tribus vencidas, como tártaros, keraitas y el clan Taichiud (Tayiči’ut), esto impresionó al clan Onggud, que se le unió voluntariamente.

## Fuerzas enfrentadas
Como indica el historiador escandinavo Carl Fredrik Sverdrup, varios familiares descontentos de Temuyín y los seguidores de Yamuja se unieron a Tayang Kan. El líder de los naimanos tenía unos 40 000 guerreros propios bajo sus órdenes, a los que se sumaban 25 000 hombres aportados por oirates, keraitas, merkitas y mongoles; estos últimos eran aportados por Yamuja e incluían tártaros sobrevivientes y los clanes mongoles Qatagin (Katagin), Seljiut (Salji’ut), Dörbet (Dürben) y Jadirat (Jadaran). Aunque en la batalla debió dejar algunos hombres para vigilar en el campamento a sus familias y propiedades, Tayang Kan mandaba un ejército equiparable en tamaño al de su enemigo. Por su parte, el historiador ruso Román Jrapachevski cree que los naimanos y sus aliados pudieron convocar una hueste de 50 000 a 55 000 combatientes, principalmente porque esta coalición tribal había logrado crear un aparato administrativo, un protoestado, y porque se le unieron los sobrevivientes de las tribus vencidas por Temuyín.
En cambio, la tropa de Temuyín inicialmente consistía de sus 9 guardaespaldas personales, keshik, y un cuerpo de 1000 guerreros, mingghan (mingan o minghan), liderado por su general Arqai Qasar. A estos se sumaron otros 65 mingan, en total serían unos 66 000 hombres acompañados de familiares, ganado y víveres, debiendo dejarse un contingente no menor para vigilar el campamento durante la batalla. Jrapachevski estima las fuerzas de Temuyín en sólo 45 000 guerreros.

## Combate

### Avance
La vanguardia, mandada por los generales Jebe y Jubilai se encontraron con todo el ejército naimano en la meseta de Sa'ari. Para evitar ser atacados, durante la noche ordenaron a cada guerrero en su campamento encender varias fogatas, haciendo parecer que eran una fuerza mucho mayor ante los exploradores enemigos, esto desalentó a los naimanos, que se retiraron a los montes Altái. subieron por el río Tamir, cruzaron el Orjón, pasaron el monte Naqu y llegaron a Chakirmaut. Temuyín concentró a su ejército en la meseta y persiguió a sus enemigos hasta la cordillera, pero la larga marcha de 500 km desgastó a sus caballos, mas los naimanos no pudieron sacar partido de esa ventaja, pues las divisiones entre sus comandantes tribales les impidió actuar. Kuchlug, hijo de Tayang Kan, quería atacar de inmediato y finalmente logró imponer su opinión. La actitud prudente de Tayang Kan muestra que era un líder militar experimentado y su táctica dio resultado, pues sus tropas agotaban los pastos y víveres en las regiones donde luego transitaba Temuyín, sin embargo, al acceder al reclamo de su hijo cometió un error fatal.

### Ubicación
El historiador francés René Grousset se mostraba criticó de las crónicas tradicionales, que sitúan la batalla cerca de los montes Altái. Él creía que debió suceder cerca de las montañas Jangái, en las proximidades de Karakórum. También es crítico con la suposición del cronista Abulghazi Bahadur, quien consideraba que debió suceder cerca del río Altái-Su, nacido en las montañas homónimas, y del arqueólogo Albert Herrmann, que la situaba cerca del lago Jar-Us (Khara-Usu).

### Primer enfrentamiento
Según la Historia Secreta, Temuyín asumió el mando de su primera línea, dejando la segunda a las órdenes de Qasar, siendo esta el cuerpo principal, y la tercera al mando de Temuge Ot’cigin con la misión de custodiar su campamento. Los guerreros de los clanes mongoles Uru’ud y Mangqut protegían sus flancos. Jebe, Jubilai, Jelme y Subotai avanzaban por los flancos con unidades muy dispersas y encargadas de espantar a los exploradores enemigos.
Temuyín le ordenó a su ejército marchar a la batalla en formación de qaraghana, «arbusto», y al llegar al campo aparentaron formar como nur, «lago», pero rápidamente atacaron como un shi'uche, «cincel». Esto quiere decir que Temuyín formó en el campo de batalla en una línea dispersa y larga, aparentando querer flanquear a sus enemigos. Los naimanos respondieron adoptando la misma formación, pero resultó un truco para engañarlos en el número y las intenciones de los mongoles. Rápidamente, Temuyín lanzó su carga principal contra el debilitado centro de los naimanos. Esta táctica le habría permitido romper al ejército enemigo en dos para rodear y eliminar por separado a cada mitad. Yamuja y sus hombres huyeron del campo de batalla antes de que las fuerzas chocaran entre sí.

### Segundo enfrentamiento
Los naimanos se retiraron a la montaña Naqu, que luego fue rodeada por los mongoles. Su líder Tayang Kan había sido herido en el combate, intentó defenderse en los acantilados, pero murió de sus heridas. Al día siguiente, un grupo de guerreros naimanos rechazaron la oferta de rendirse y cargaron contra los mongoles, resultando todos muertos, aunque Temuyín elogió públicamente su valor. Toqtoa Beki también destacó en la lucha y logró escapar. Kuchlug se había quedado en retaguardia para defender el campamento, pero a la vez que se aproximaba el ejército enemigo victorioso, huyó con unos pocos seguidores. Los naimanos capturados fueron incorporados en el ejército mongol. Poco después, los clanes que habían sido fieles a Yamuja se sometieron, los Jadaran, Qatagin, Salji’ut, Dörben, Tayiči’ut, Onggirat y otros.

## Consecuencias

### Análisis

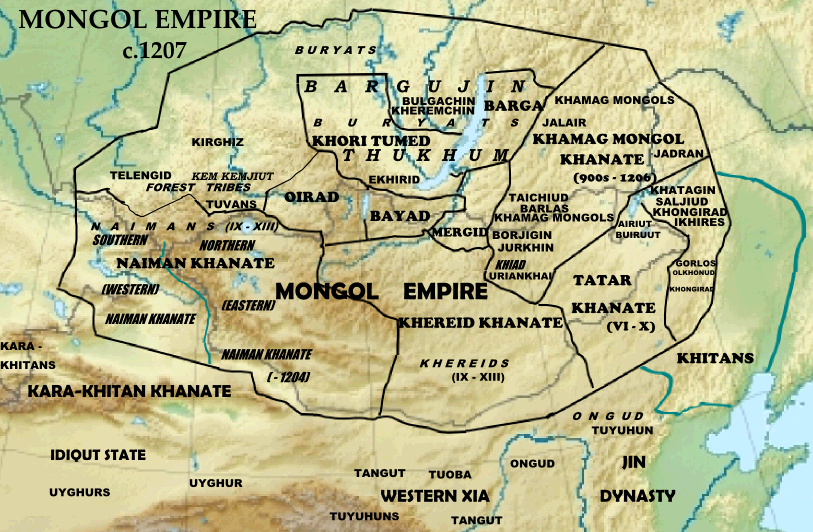
Mapa de los territorios dominados por Gengis Kan en 1207, se pueden apreciar las confederaciones tribales en la meseta mongola.

La victoria se debió al superior mando de Temuyín y la disciplina que había impuesto en el ejército bajo su mando, permitiéndole conquistarlas estepas con esta batalla y unas pocas escaramuzas posteriores. También fue la primera vez que se menciona el uso de tácticas que después utilizarían los ejércitos mongoles. Después del triunfo, Temuyín incorporó a los guerreros vencidos capturados, aumentando su ejército de 65 mingan a 90 y su guardia real de uno a diez mingan. Además, 5000 hombres aportados por el clan Onggud se sumaron en 1207.

### Fin de Yamuja
Temuyín pasó el invierno de 1205-1206 cazando a los jefes vencidos que seguían fugitivos. Yamuja escapó a Tuvá, cerca del río Yeniséi. Vivió como un fugitivo cazando ovejas salvajes en los bosques hasta que sus cinco compañeros lo traicionaron y lo entregaron a Temuyín. El jefe mongol decretó que todo hombre traidor a su kan debía morir y ordenó su inmediata ejecución junto a sus parientes. Luego, Temuyín le ofreció a Yamuja su perdón y un lugar como lugarteniente, pero el prisionero sólo le pidió una muerte rápida y sin derramar sangre y un entierro en un lugar alto, eso le traería paz y desde la otra vida le protegería a modo de gratitud.
En el verano de 1206, Temuyín celebró una gran asamblea (kurultái) en las orillas del río Onon donde fue proclamado Gengis Kan (Chinggis Qahan).

### Acabando con rivales
Un jefe naimano, Buyiqur Kan, intentó organizar la resistencia después de la derrota de Chakirmaut, pero en 1206, poco después de su entronización, Gengis Kan lo venció y dio muerte. Para ello, con 50 000 hombres atacó a Buyiqur Kan, quien tendría treinta o cuarenta mil seguidores en los montes Altái.
En 1205, los merkitas fueron vencidos definitivamente en Qaradal Huja'ur, pero su líder, Toqtoa Beki, logró escapar con sus hijos y muchos seguidores a través de las Altái y se unió a los naimanos, siendo vencido en Ulagh Tagh en 1206 y muerto en el río Irtish. Los merkitas buscaron refugió con los kipchak, y acabaron siendo conquistados por Subotai en 1218. Otros merkitas permanecieron en Mongolia, jurando lealtad a Gengis Kan, pero en 1216 se rebelaron y la mayoría fue esclavizada, motivando también la campaña de Subotai.
Kuchlug huyó al reino de los kitanos, el Kanato de Jara-Jitai, que pronto fue conquistado por los mongoles liderados por Jebe. Esta huida de naimanos y merkitas a la actual llanura de Siberia Occidental, para evitar ser incorporados al Estado creado por Temuyín, creó una fuente de poder que en potencia podía amenazar a los mongoles, motivando las primeras campañas realizadas al oeste.

### Fuente primaria
- Historia secreta de los mongoles. Basada en edición, introducción y traducción mongol-inglés por Urgunge Onon, Londres; Nueva York: Taylor & Francis, 2005. ISBN 0-203-98876-0. Versión en línea. Citada como HS y organizada en capítulos y párrafos.

### Moderna
- Ashrafyan, K. Z. (1998). «Central Asia under Timur from 1370 to the early fifteenth century».  En M. S. Asimov & C. E. Bosworth, ed. History of civilizations of Central Asia. The age of achievement: A.D. 750 to the end of the fifteenth century. Part One. The historical, social and economic setting (en inglés) IV. París: Unesco. pp. 319-349.
- De Hartog, Leo (1989). Genghis Khan: Conqueror of the World (en inglés). Londres: Tauris. ISBN 9781850431398.
- Grousset, René (1970). The Empire of the Steppes: A History of Central Asia. New Brunswick: Rutgers University Press. Traducción francés-inglés por Naomi Walford. ISBN 9780813513041.
- Güzel, Hasan Celâl; Cem Oğuz; Osman Karatay (2002).  Murat Ocak, ed. The Turks: Middle ages (en inglés). Ankara: Yeni Türkiye. ISBN 9789756782576.
- Hope, Michael (2016). Power, Politics, and Tradition in the Mongol Empire and the Īlkhānate of Iran. Oxford: OUP Oxford. ISBN 9780191081071.
- Jagchid, Sechin; Paul Hyer (1979). Mongolia's Culture And Society (en inglés). Abingdon: Avalon Publishing. ISBN 9780891583905.
- Jrapachevski, Román Petróvich (2005). Военная держава Чингисхана (en ruso). Moscú: ЛЮКС. ISBN 5-17-027916-7.
- May, Timothy (2007). The Mongol Art of War: Chinggis Khan and the Mongol Military System (en inglés). Nueva York: Pen & Sword Military. ISBN 9781844154760.
- May, Timothy (2016). The Mongol Empire: A Historical Encyclopedia (en inglés) I. Santa Bárbara: ABC-CLIO. ISBN 9781610693400.
- Shi, David J. (2023). Spirit Voices. The Mysteries and Magic of North Asian Shamanism (en inglés). Newburyport: Red Wheel Weiser. ISBN 9781633412835.
- Sverdrup, Carl Fredrik (2017). The Mongol Conquests: The Military Operations of Genghis Khan and Sube'etei (en inglés). Solilhull: Helion & Company Limited.
- Togan, İsenbike (1998). Flexibility and Limitation in Steppe Formations: The Kerait Khanate and Chinggis Khan (en inglés). Leiden: Brill. ISBN 9789004108028.
- Weatherford, Jack (2004). Genghis Khan and the making of the modern world (en inglés). Nueva York: Crown.